# 511. padalski pehotni polk (ZDA)
511. padalski pehotni polk (izvirno angleško 511th Parachute Infantry Regiment; kratica 511. PIR) je bila padalska enota Kopenske vojske Združenih držav Amerike.

## Zgodovina
Polk je bil ustanovljen 5. januarja 1943 in naslednji mesec so ga dodelili 11. zračnoprevozni diviziji. Med vojno je polk opravil 3 bojne skoke.